# Wong Wing Ki
Vincent Wong Wing Ki (chinesisch 黃永棋; * 18. März 1990 in Hongkong, geborener Wong Shu Ki, chinesisch 黃書棋) ist ein Badmintonspieler aus Hongkong. 

## Karriere
Wong Wing Ki stand bei der Hong Kong Super Series 2008 im Viertelfinale des Herreneinzels. Im Finale der New Zealand Open 2009 unterlag er gegen seinen Teamkollegen Chan Yan Kit. Bei der Indonesia Super Series 2010, der Denmark Super Series 2010, der Hong Kong Super Series 2010, der India Super Series 2011, der Indonesia Super Series 2011 und der Korea Open Super Series 2011 schaffte er es bis in das Achtelfinale. Des Weiteren nahm er an den Asienspielen 2010, der Asienmeisterschaft 2011 und der Badminton-Weltmeisterschaft 2011 teil.
Bei den Olympischen Spielen 2012 schied er im Achtelfinale gegen den späteren Bronzemedaillensieger Chen Long aus.